# Michael Nüchtern
Michael Nüchtern (* 22. Dezember 1949 in Gelnhausen; † 7. Juli 2010 in Karlsruhe) war ein evangelischer Theologe und Oberkirchenrat der Evangelischen Landeskirche in Baden. 

## Leben und Werk
Nüchtern studierte Evangelische Theologie in Heidelberg und Zürich, 1976 folgte die Promotion in Heidelberg. Nach dem Lehrvikariat in Hockenheim war er als Pfarrvikar in Villingen und Bad Dürrheim tätig. 
Von 1979 bis 1995 war er an der Evangelischen Akademie Baden, zunächst als Studienleiter, ab 1990 dann als geschäftsführender Leiter und Akademiedirektor. Im Jahr 1995 wurde er Leiter der Evangelischen Zentralstelle für Weltanschauungsfragen in Berlin. 
1998 folgte die Ernennung zum Oberkirchenrat der Evangelischen Landeskirche in Baden in Karlsruhe, zuständig für das Referat Theologie, Gemeinde und Verkündigung. 2005 habilitierte Nüchtern an der Theologischen Fakultät der Universität Heidelberg. Im Anschluss wurde er 2009 außerplanmäßiger Professor an der Theologischen Fakultät der Universität Heidelberg, im September 2009 musste er die Leitung seines Referates aus gesundheitlichen Gründen abgeben und arbeitete als Referent für Theologische Grundsatzfragen im Büro des Landesbischofs.

## Veröffentlichungen (Auswahl)
- Kirche bei Gelegenheit. Kasualien – Akademiearbeit – Erwachsenenbildung (= Praktische Theologie heute. Bd. 4). Kohlhammer, Stuttgart 1991.
- Was heilen kann. Therapeutische Einsichten aus biblischen Geschichten. Vandenhoeck und Ruprecht, Göttingen 1994.
- Kirche in Konkurrenz. Herausforderungen und Chancen in der religiösen Landschaft. Quell, Stuttgart 1997.
- Die (un)heimliche Sehnsucht nach Religiösem. Quell, Stuttgart 1998.
- Himmelsecho. Muster christlicher Spiritualität entdecken. Vandenhoeck und Ruprecht, Göttingen 2004.
- Kirche evangelisch gestalten. Lit, Berlin 2008, ISBN 978-3-82581-505-9